# 28107 Sapar
28107 Sapar este un asteroid din centura principală de asteroizi.

## Descriere
28107 Sapar este un asteroid din centura principală de asteroizi. A fost descoperit pe 22 septembrie 1998 la Observatorul din Ondřejov de Lenka Šarounová. Asteroidul prezintă o orbită caracterizată de o semiaxă mare de 2,65 ua, o excentricitate de 0,08 și o înclinație de 14,5° în raport cu ecliptica.